# داريل كولز
داريل كولز هو سياسي أمريكي، ولد في 27 سبتمبر 1970. نشط حزبياً في الحزب الجمهوري.

## وصلات خارجية
- الموقع الرسمي